# MikkelModulererMarius
MikkelModulererMarius er en dansk musikduo bestående af forfatteren Marius Nørup-Nielsen og musikeren Mikkel Meyer. Duoen har udgivet debutalbummet Ka' du lege!? i Geiger Records' Lyd+Litteratur-serie.
| Musikgruppe | Spire Denne artikel om en dansk musikgruppe er en spire som bør udbygges. Du er velkommen til at hjælpe Wikipedia ved at udvide den. |